# Tadshikoraphidia denticulata
Tadshikoraphidia denticulata är en halssländeart som först beskrevs av H. Aspöck et al. 1968.  Tadshikoraphidia denticulata ingår i släktet Tadshikoraphidia och familjen ormhalssländor. Inga underarter finns listade i Catalogue of Life.